# Chiesa di Ognissanti (Monaco di Baviera)
La chiesa di Ognissanti (in tedesco: Allerheiligenkirche am Kreuz) è una chiesa di Monaco di Baviera.

## Storia
La chiesa venne costruita nel 1478 da Jörg von Halsbach e fu la prima chiesa con cimitero della parrocchia di San Pietro. In passato la chiesa si trovava all'incrocio di quattro strade, da cui il suffisso am Kreuz. L'edificio spicca tra le vicine costruzioni per le spoglie pareti di mattoni, le volte gotiche e l'alto campanile. L'interno, invece, venne ricostruito in epoca barocca e gli unici elementi gotici sono la volta della navata, i frammenti di un affresco e un crocifisso di Hans Leinberger. Di stile manierista sono invece la tomba del banchiere Gietz e il quadro dell'Apparizione della Vergine a Sant'Agostino, quest'ultimo opera di Hans Rottenhammer.